# Мота Андрій Несторович
Мота Андрій Несторович (1922, Львів — червень 1941, Львів) — український бандурист.

## Біографія
Уродженець м. Львова. Закінчив школу їм. Бориса Грінченка у Львові. Студент. Був одним із перших учнів у бандуриста Юрія Сінгалевича та разом з приятелем Володимиром Юркевичом вчилися грати на бандурі. Андрій був арештований більшовиками 24 грудня 1940 року. Замордований більшовиками у Львові в Замарстинівській тюрмі в червні 1941 року.